# Synagoga w Bernie
Synagoga w Bernie – synagoga w Bernie, stolicy Szwajcarii. Znajduje się w dzielnicy Monbijou, w centralnej części miasta, przy Kapellenstrasse 2. 
Synagoga została zbudowana w 1905 roku, według projektu Eduarda Rybiego, w stylu mauretańskim. Od tego czasu pozostaje bez przerwy główną synagogą gminy żydowskiej w Bernie.